# 아침바다 갈매기는
"아침바다 갈매기는"은 2024년 11월 27일에 개봉한 대한민국의 드라마이다. 

## 주요내용
“그렇다고 죽을 수는 없잖아요” 작은 어촌 마을에서 탈출을 꿈꾸던 젊은 어부 용수는 늙은 선장 영국에게 도움을 요청한다. 사고로 자신의 죽음을 위장할 수 있도록 해달라는 것. 영국은 한 달이면 용수의 가족에게 보험금이 지급될 거라는 말을 믿고 위험한 거짓말에 동참하지만, 용수의 죽음을 믿지 않는 가족들로 인해 계획이 어긋나는데... 살기 위한 거짓말, 절망일까 희망일까.

## 제작진

### 제작
- 안병래

### 제작사
- ㈜고집스튜디오

### 공동제작
- ㈜엔진을켜 스튜디오

- ㈜체리코끼리

### 제공
- ㈜고집스튜디오

### 배급
- ㈜트리플픽쳐스

### 감독&각본
- 박이웅 : ( 영화 《노이로제》(동시녹음 B팀), 영화 《폭력써클》(메이킹), 영화 《시대의 기분》(제작), 영화 《회사원》(데이터매니져), 영화 《용의자X》(비디오레코리스트), 영화 《가시》(데이터매니져), 영화 《제보자》(데이터매니저), 영화 《덕수리 5형제》(데이터관리), 영화 《기억의 밤》(데이터매니저), 영화 《롱 리브 더 킹: 목포 영웅》(데이터매니져), 영화 《불도저에 탄 소녀》(각본&감독) 등 연출 및 각본 )

### 주연
- 윤주상 :

- 양희경

### 조연
- 박종환

- 카작

- 박원상

## 수상 목록
- 2025년 제61회 백상예술대상 영화부문 GUCCI IMPACT AWARD상